# Hugo Dorrego
Víctor Hugo Dorrego Coito, noto semplicemente come Hugo Dorrego (Montevideo, 9 maggio 1993), è un calciatore uruguaiano, centrocampista dell'Once Caldas.

## Biografia
È fratello di Richard Dorrego, anch'egli calciatore professionista.

## Caratteristiche tecniche
È un centrocampista centrale.

## Carriera
Cresciuto nel settore giovanile del Nacional, ha esordito in prima squadra il 5 aprile 2013 disputando l'incontro di Coppa Libertadores vinto 4-0 contro il Toluca.